# Scherrer-Gleichung
Die Scherrer-Gleichung (nach dem Schweizer Physiker Paul Scherrer) bietet in der Röntgenbeugung die Möglichkeit, die Kristallgröße experimentell zu bestimmen.
Im Allgemeinen lässt sich das Beugungsbild der Röntgenbeugung durch die Bragg-Gleichung beschreiben {\displaystyle n\lambda =2d\,\sin(\theta )}. Voraussetzung dafür ist allerdings, dass die untersuchten Kristalle eine bestimmte Dicke haben und somit eine ausreichende Anzahl paralleler Netzebenen mit Abstand dhkl vorhanden sind. Bei der Pulverdiffraktometrie und anderen Pulvermethoden wie dem Debye-Scherrer-Verfahren sollten die Kristalle deshalb eine Korngröße von mindestens 0,1 μm haben, bei der Kristallstrukturanalyse an Einkristallen sind die Kristalle meistens 50–500 μm groß.

Bragg-Reflexion (schematische Darstellung)

Wenn die Kristalle sehr klein sind (Kristallgröße {\displaystyle L<0,1\dots 0,2\,\mathrm {\mu m} =100\dots 200\,\mathrm {nm} }), hat das eine Verbreiterung der Röntgenreflexe zur Folge, die durch die Scherrer-Gleichung beschrieben wird:
{\displaystyle L={\frac {K\cdot \lambda }{\Delta (2\theta )\cdot \cos \theta _{0}}}}
Dabei ist:
- {\displaystyle L} die Ausdehnung des Kristalls senkrecht zu den Netzebenen des Reflexes
- {\displaystyle K} der Scherrer-Formfaktor mit einem Wert von ungefähr 1
- {\displaystyle \lambda } die Wellenlänge der Röntgenstrahlung

- {\displaystyle \Delta (2\theta )} die volle Halbwertsbreite des Reflexes nach Korrektur der instrumentbedingten Verbreiterung, gemessen im Bogenmaß
- {\displaystyle \theta _{0}} der Braggwinkel (manchmal auch als {\displaystyle 2\theta /2} bezeichnet).